# Herman Feychting

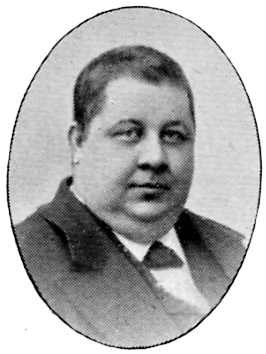
Herman Feychting

Carl Johan Herman Feychting, född 25 maj 1865 i Stockholm, död 21 augusti 1901 i Stockholm, var en svensk landskapsmålare och illustratör, målade motiv hämtade från Stockholmstrakten och aftonstämningar. 
Han var son till järnkramhandlaren Gustaf Robert Feychting och Birgitta Christina Lindberg.
Feychting studerade vid Konstakademien i Stockholm 1881–1884. Han studerade etsning först för Albert Theodor Gellerstedt och därefter för Axel Tallberg. Han deltog i opponentrörelsen mot akademien 1885. Hans konst består av etsningar med landskaps- och marinmotiv samt landskapsmotiv hämtade från Stockholmstrakten i olja. Han var även verksam som illustratör i tidskrifterna Ny illustrerad tidning och Svea. Han var ledamot av konstnärsförbundet 1886–1896 och ledamot av konstnärsklubben från 1886.
Feychting är representerad med en etsning på Nationalmuseum. I utställningen Opponenterna av 1885 på Nationalmuseum 1945 var han representerad med oljemålningen Stockholm från Mälaren. Eftermiddagsstämning.

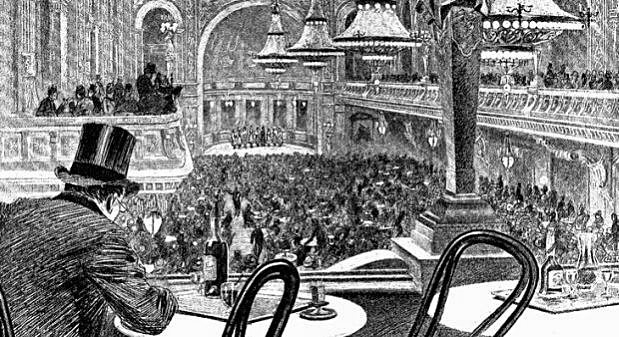
Berns salonger, teckning av Herman Feychting i Ny Illustrerad tidning (1887).